# Homochlodes fritillaria
Homochlodes fritillaria là một loài bướm đêm trong họ Geometridae.